# Ina Heinemann
Ina Heinemann, née le 16 septembre 1976 à Arnstadt, est une coureuse cycliste professionnelle allemande.

## Biographie
Aux Championnats du monde de 1994 à Quito, Ina Heinemann a établi un nouveau records du monde juniors  : 11 s 291 sur le 200 mètres départ lancé, un record qui a duré jusqu'en 2006.
Le dimanche 29 octobre 1995, l'équipe cycliste de Cottbus était en route pour le camp d'entraînement situé à Erfurt (Thuringe), lorsque le minibus conduit par l'entraîneur national a eu un grave accident. Quatre jeunes cyclistes ont été légèrement blessés. L'entraîneur Detlef Uibel a eu son pronostic vital engagé pendant plusieurs semaines et Ina Heinemann l'espoir du cyclisme allemand sur piste a dû être opérée pendant huit heures, avant qu'on l'a déclare à l'âge de 20 ans paraplégique à vie et confinée dans un fauteuil roulant.
Elle remporte le prix Cycliste allemande de l'année 1993.

## Palmarès sur piste

### Championnats du monde
- Championnats du monde de cyclisme sur piste juniors 1993
  -  Championne du monde juniors de la vitesse
- Championnats du monde de cyclisme sur piste juniors 1994
  -  Championne du monde juniors de la vitesse

### Championnats nationaux
- 1992
  - 2e de la vitesse
- 1993
  - 2e du 500 mètres
  - 2e de la vitesse
- 1995
  - 3e du 500 mètres
  - 3e de la vitesse

## Distinction
- Cycliste allemande de l'année : 1993